# Liste der Kulturdenkmale in Trachenberge
Die Liste der Kulturdenkmale in Trachenberge umfasst die Kulturdenkmale der Dresdner Gemarkung Trachenberge basierend auf dem Themenstadtplan Dresden. Die Anmerkungen sind zu beachten.
Diese Liste ist eine Teilliste der Liste der Kulturdenkmale in Dresden. 

Diese Liste ist eine Teilliste der Liste der Kulturdenkmale in Sachsen.

## Legende
- Bild: Bild des Kulturdenkmals, ggf. zusätzlich mit einem Link zu weiteren Fotos des Kulturdenkmals im Medienarchiv Wikimedia Commons. Wenn man auf das Kamerasymbol klickt, können Fotos zu Kulturdenkmalen aus dieser Liste hochgeladen werden:
- Bezeichnung: Denkmalgeschützte Objekte und ggf. Bauwerksname des Kulturdenkmals
- Lage: Straßenname und Hausnummer oder Flurstücknummer des Kulturdenkmals. Die Grundsortierung der Liste erfolgt nach dieser Adresse. Der Link (Karte) führt zu verschiedenen Kartendiensten mit der Position des Kulturdenkmals. Fehlt dieser Link, wurden die Koordinaten noch nicht eingetragen. Sind diese bekannt, können sie über ein Tool mit einer Kartenansicht einfach nachgetragen werden. In dieser Kartenansicht sind Kulturdenkmale ohne Koordinaten mit einem roten bzw. orangen Marker dargestellt und können durch Verschieben auf die richtige Position in der Karte mit Koordinaten versehen werden. Kulturdenkmale ohne Bild sind an einem blauen bzw. roten Marker erkennbar.
- Datierung: Baubeginn, Fertigstellung, Datum der Erstnennung oder grobe zeitliche Einordnung entsprechend des Eintrags in der sächsischen Denkmaldatenbank
- Beschreibung: Kurzcharakteristik des Kulturdenkmals entsprechend des Eintrags in der sächsischen Denkmaldatenbank, ggf. ergänzt durch die dort nur selten veröffentlichten Erfassungstexte oder zusätzliche Informationen
- ID: Vom Landesamt für Denkmalpflege Sachsen vergebene, das Kulturdenkmal eindeutig identifizierende Objekt-Nummer. Der Link führt zum PDF-Denkmaldokument des Landesamtes für Denkmalpflege Sachsen. Bei ehemaligen Kulturdenkmalen können die Objektnummern unbekannt sein und deshalb fehlen bzw. die Links von aus der Datenbank entfernten Objektnummern ins Leere führen. Ein ggf. vorhandenes Icon  führt zu den Angaben des Kulturdenkmals bei Wikidata.

## Liste der Kulturdenkmale in Trachenberge
| Bild                                    | Bezeichnung                                                                     | Lage                              | Datierung                                                                | Beschreibung | ID       |
| --------------------------------------- | ------------------------------------------------------------------------------- | --------------------------------- | ------------------------------------------------------------------------ | --- | -------- |
|                                         | Villa                                                                           | Albert-Hensel-Straße 4 (Karte)    | um 1885 (Villa)                                                          | großzügiger, zweigeschossiger, historisierender Bau mit Eckturm um 1895, stadtentwicklungsgeschichtliche Bedeutung, bauhistorischer Wert Der gesamte Stadtteil Trachenberge liegt auf dem Grund ehemaliger Weinberge, die seit dem Ende des 18. Jahrhunderts und vor allem seit dem Ende des 19. Jahrhunderts für Wohnzwecke aufgelassen wurden und teilweise auch bereits wüst lagen. Der historistische, zweigeschossige, einfach verputzte Bau entstand um 1895. Es handelt sich um einen dreiachsiges Gebäude, dessen Mitte risalitartig vorkragt und durch gekuppelte Drillingsfenster in jedem Geschoss und auch dem Dach bestimmt wird. Ein zweigeschossiger Balkon, im Erdgeschoss mit Säulen, im Obergeschoss mit schmiedeeisernem Geländer charakterisiert die Fassade. Das Haus spiegelt die Wohnkultur des gehobenen Bürgertums dieser Zeit wider, aufgrund seiner authentischen Überlieferung und gestalterischen Qualität ist es von bauhistorischer und städtebauhistorischer Bedeutung. | 09216945 |
| Weitere Bilder                          | Mietshaus in Ecklage und offener Bebauung                                       | Döbelner Straße 1 (Karte)         | um 1900 (Mietshaus)                                                      | Kopflage durch repräsentative Eckausbildung mit ausgebautem Dachgeschoss, Ziergiebel und Skulptur betont, historisierende Putzfassade, baugeschichtlich und stadtentwicklungsgeschichtlich bedeutend | 09216946 |
| Weitere Bilder                          | Mietshaus in offener Bebauung                                                   | Döbelner Straße 3 (Karte)         | 1888 (Mietshaus)                                                         | zweigeschossiger Putzbau mit historisierender Fassade und Satteldach, auffälliger Mittelrisalit mit Pilastereinfassung, baugeschichtlich und stadtentwicklungsgeschichtlich bedeutend | 09216947 |
| Weitere Bilder                          | Spritzenhaus                                                                    | Döbelner Straße 9 (Karte)         | 1888 (Spritzenhaus)                                                      | eines der wenigen noch erhaltenen Beispiele in Dresden (neben Borsberg, Klotzsche, Langebrück und Mockritz), dabei der einzige historisierende Bau aus der zweiten Hälfte des 19. Jahrhunderts, mit gestalterisch hervorgehobenen Giebeldreiecken typisch für die Entstehungszeit, baugeschichtlich und ortsgeschichtlich bedeutend | 09210034 |
| Weitere Bilder                          | Wohnhaus in offener Bebauung                                                    | Döbelner Straße 22a (Karte)       | 2. Hälfte 18. Jh. (Wohnhaus)                                             | markanter Barockbau mit ausgebautem Mansarddach, gehörte ursprünglich wohl zum Maxschen Weinberg (Döbelner Str. 24), baugeschichtlich und ortsgeschichtlich bedeutend | 09216950 |
| Weitere Bilder                          | Spiegler’sches Haus                                                             | Döbelner Straße 24 (Karte)        | im Kern vor 1722 (Weinberghaus), im Kern vor 1722 (Nebengebäude)         | Landhaus bzw. Villa mit Anbau (Remise), Nebengebäude, Terrassierung, Treppenanlage, Maschinenhaus einschl. gemauertem Bassin, Schalenbrunnen, Mittelplattform (Postament und Sitzgruppe) einschl. Kartusche der Pöppelmannschen Augustusbrücke, Blockhäuschen, Treillageanlage, parkartige gestaltetem Garten, straßenseitiger Einfriedung und seitlichen Einfriedungsmauern; ehemals Teil eines Weinbergs, gestalterisch bemerkenswerte Anlage, die zumeist aus dem 18. Jahrhundert stammenden Gebäude historisierend überformt, insbesondere mittels Motiven aus Renaissance und Barock, baugeschichtlich, künstlerisch und ortsgeschichtlich bzw. siedlungsgeschichtlich bedeutend, in dieser bemerkenswerten Form und Repräsentanz in Trachenberge sowie darüber hinaus singulär, zudem eines der letzten gegenständlichen Zeugnisse des Weinanbaus zwischen Radeburger und Trachenberger Straße.                                                                                                   | 09216951 |
| Weitere Bilder                          | Wohnhaus und Remise eines kleinen Zweiseithofes                                 | Döbelner Straße 32 (Karte)        | Mitte 19. Jh. (Wohnhaus)                                                 | an einem alten Verbindungsweg am Fuße der Weinberge gelegen und eines der letzten Zeugnisse der ländlichen Anwesen von Weinbauern in diesem Gebiet, baugeschichtlich und ortsgeschichtlich bedeutend | 09216952 |
| Weitere Bilder                          | Villa                                                                           | Döbelner Straße 54 (Karte)        | bezeichnet 1855 (Villa)                                                  | gestalterisch bemerkenswerter Bau mit Schweifgiebeln, Erker, Veranda, von Glockenhaube bekröntem Anbau und rückwärtigem Treppenturm, eines der frühesten Beispiele der Deutschen Neorenaissance in Dresden, baugeschichtliche, künstlerisch und stadtentwicklungsgeschichtlich bedeutend | 09216953 |
| Weitere Bilder                          | Villa Maria                                                                     | Döbelner Straße 74 (Karte)        | um 1900 (Mietvilla)                                                      | Mietvilla; schlichter, historisierender Bau mit ausgebautem Mansarddach, baugeschichtlich und stadtentwicklungsgeschichtlich bedeutend. Die Döbelner Straße entstand entlang eines ehemaligen Weinbergwegs, längs am Berg. Ihre heutige Bebauung wurde größtenteils Anfang des 20. Jahrhunderts errichtet und ist vor allem von Mietvillen geprägt, nur einige ältere kleinere Bauten zumeist aus dem 19. Jahrhundert haben sich erhalten. | 09216954 |
| Weitere Bilder                          | Mietvilla mit Einfriedung in Ecklage                                            | Döbelner Straße 76 (Karte)        | um 1900 (Mietvilla)                                                      | repräsentativer Putzbau, durch aufwendigen Erker und turmartigen Abschluss gestalterisch hervorgehobene Ecklage, Jugendstilanklänge, baugeschichtlich und stadtentwicklungsgeschichtlich bedeutend | 09216955 |
| Weitere Bilder                          | Gasthaus Zur Klause (ehem.)                                                     | Döbelner Straße 88 (Karte)        | 2. Hälfte 19. Jh. (Gasthaus)                                             | Gasthaus (ehem.) mit seitlichem Anbau; schlichter zweigeschossiger, historisierender Putzbau, baugeschichtlich und ortsgeschichtlich bedeutend | 09216956 |
| Weitere Bilder                          | Mietshaus in offener Bebauung                                                   | Döbelner Straße 94 (Karte)        | bezeichnet 1896 (Mietshaus)                                              | historisierender Klinkerbau mit ausgebautem Mansarddach, baugeschichtlich und stadtentwicklungsgeschichtlich bedeutend | 09216958 |
| Weitere Bilder                          | Mietshaus in offener Bebauung                                                   | Döbelner Straße 96 (Karte)        | 1895 (Mietshaus)                                                         | historisierender zweigeschossiger Putzbau mit Mansardgeschoss, die vierachsige Straßenfront mit einem äußerst repräsentativem Volutengiebel abgeschlossen, baugeschichtlich und stadtentwicklungsgeschichtlich bedeutend | 09216959 |
| Weitere Bilder                          | Mietshaus mit Einfriedung in offener Bebauung                                   | Döbelner Straße 98 (Karte)        | um 1900 (Mietshaus)                                                      | schlichter zeittypischer Klinkerbau der Jahrhundertwende mit historisierenden Elementen und ausgebautem Mansarddach, baugeschichtlich und stadtentwicklungsgeschichtlich bedeutend | 09216960 |
| Weitere Bilder                          | Mietshaus mit Hintergebäude in offener Bebauung                                 | Döbelner Straße 100; 100b (Karte) | um 1910 (Mietshaus)                                                      | im Reformstil der Zeit um 1910, geputzte Fassaden durch zurückhaltende gestalterische Elemente gegliedert, baugeschichtlich und stadtentwicklungsgeschichtlich bedeutend | 09216961 |
| Weitere Bilder                          | Doppelwohnhaus in offener Bebauung, mit Einfriedung                             | Döbelner Straße 102; 102b (Karte) | 1920er Jahre (Doppelwohnhaus)                                            | zeittypisches Mehrfamilienhaus der 1920er Jahre mit Putzfassade und farblich abgesetzten Art-Déco-Schmuckformen, baugeschichtlich und stadtentwicklungsgeschichtlich von Bedeutung | 09216962 |
| Weitere Bilder                          | Mietshaus mit Einfriedung in Ecklage und offener Bebauung                       | Döbelner Straße 104 (Karte)       | bezeichnet 1898 (Mietshaus)                                              | zeittypischer, repräsentativer Putzbau der Jahrhundertwende mit Anklängen an den Jugendstil, baugeschichtlich und stadtentwicklungsgeschichtlich von Bedeutung | 09216963 |
| Weitere Bilder                          | Villa mit Garten und Einfriedung                                                | Döbelner Straße 126 (Karte)       | um 1880 (Villa)                                                          | gründerzeitlicher, zweigeschossiger Putzbau mit Satteldach, Erker und Zwerchhaus in weitgehend erhaltener Gartenanlage, baugeschichtlich und stadtentwicklungsgeschichtlich von Bedeutung | 09216964 |
| Weitere Bilder                          | Wilder Mann (ehem. Gasthof)                                                     | Döbelner Straße 130 (Karte)       | 1894 (Ausflugslokal)                                                     | Ausflugsgaststätte (ehem.); nach 1945 andere Nutzungen, markanter Bau mit Giebel, Turmaufsatz, Erker und Zierfachwerk, als charakteristisches Beispiel des so genannten „Altdeutschen Stils“ baugeschichtlich und wohl auch künstlerisch bedeutend, darüber hinaus traditionelles Dresdner Lokal von ortsgeschichtlichem Wert. | 09216965 |
|                                         | Mietvilla und Einfriedung                                                       | Großenhainer Straße 235 (Karte)   | bezeichnet 1895 (Mietvilla)                                              | zeittypisches Gebäude mit roter Klinkerfassade und plastischem Dekor mit Reliefen, Karyatiden und Hermen, markantes Beispiel gründerzeitlicher Wohnhausarchitektur, baugeschichtlich und stadtentwicklungsgeschichtlich von Bedeutung | 09216966 |
|                                         | Maria-Anna-Kinderhospital (ehem.)                                               | Hellerhofstraße 21; 23 (Karte)    | 1896 (Hospital)                                                          | Hospitalgebäude (ehem.) und Wasserturm; ersteres heute Internat des Berufsbildungswerks Dresden, Wasserturm wohl der letzte in Dresden noch erhaltene aus dem Ende des 19. Jahrhunderts, baugeschichtlich, sozialgeschichtlich, ortsgeschichtlich und technikgeschichtlich bedeutend. | 09216997 |
|                                         | Offizierskasino (ehem.)                                                         | Hellerhofstraße 33 (Karte)        | um 1935 oder 1936–1937 (Kasino)                                          | von ehemaliger SS-Kaserne, markanter und zeittypischer Repräsentationsbau der 1930er Jahre, baugeschichtlich bedeutend | 09216982 |
| Weitere Bilder                          | Marienhof; Städtisches Waisenhaus; Sprachheil- und Gehörlosenschule             | Maxim-Gorki-Straße 4 (Karte)      | nach 1853 (Villa), bezeichnet 1886 (Querbau), um 1900 (Kinderwaisenhaus) | Gebäude- bzw. Schulkomplex mit ehem. Landhaus einschl. Turmanbau (nach 1853), nördlich davon gelegenem Erweiterungs- oder Querbau des späteren Kinderheims (1886), Heizhaus (um 1900), dreiflügligem Kinderwaisenhaus (um 1900), Einfriedungsmauer und Stützmauer; heute Sprachheil- und Gehörlosenschule, pädagogikgeschichtlich und ortsgeschichtlich bedeutsame Anlage, Gebäude zudem als markante bauliche Zeugnisse aus der zweiten Hälfte des 19. Jahrhunderts architekturgeschichtlich von Wert, dabei das ehemalige Landhaus mit Anklängen an die italienische Renaissance auch künstlerisch von Belang. | 09216972 |
| Weitere Bilder                          | Marienhof; Städtisches Waisenhaus; Sprachheil- und Gehörlosenschule             | Radeburger Straße 1 (Karte)       | nach 1853 (Villa), bezeichnet 1886 (Querbau), um 1900 (Kinderwaisenhaus) | Gebäude- bzw. Schulkomplex mit ehem. Landhaus einschl. Turmanbau (nach 1853), nördlich davon gelegenem Erweiterungs- oder Querbau des späteren Kinderheims (1886), Heizhaus (um 1900), dreiflügligem Kinderwaisenhaus (um 1900), Einfriedungsmauer und Stützmauer; heute Sprachheil- und Gehörlosenschule, pädagogikgeschichtlich und ortsgeschichtlich bedeutsame Anlage, Gebäude zudem als markante bauliche Zeugnisse aus der zweiten Hälfte des 19. Jahrhunderts architekturgeschichtlich von Wert, dabei das ehemalige Landhaus mit Anklängen an die italienische Renaissance auch künstlerisch von Belang. | 09216972 |
| Weitere Bilder                          | Fabrikantenvilla in Ecklage                                                     | Radeburger Straße 4 (Karte)       | um 1885 (Fabrikantenvilla)                                               | markantes historisierendes Gebäude mit Eckturm, Teile der ursprünglichen Ausstattung im Innern erhalten, baugeschichtlich bedeutend | 09216973 |
|                                         | Gasthof zum roten Ochsen (ehem.)                                                | Schützenhofstraße 2 (Karte)       | 1841–1860 (Gasthof)                                                      | Ehemaliger Gasthof in offener Bebauung, mit seitlichem Anbau und Einfriedung; schlichter zweigeschossiger Putzbau mit Walmdach, baugeschichtlich und ortsgeschichtlich bedeutend. | 09216975 |
|                                         | Villa und Stützmauer                                                            | Schützenhofstraße 6 (Karte)       | um 1910 (Villa)                                                          | repräsentativer Putzbau mit Anklängen an den Reformstil und Natursteineinfriedung, baugeschichtlich und stadtentwicklungsgeschichtlich bedeutend | 09216976 |
|                                         | Mietvilla mit Einfriedung und Stützmauer                                        | Schützenhofstraße 8 (Karte)       | um 1910 (Mietvilla)                                                      | schlichter Putzbau um 1910, dominiert durch Türmchen, verglaste Loggien und Eckquaderung, baugeschichtlich und stadtentwicklungsgeschichtlich bedeutend | 09217555 |
|                                         | Städtische Hebestelle (ehem.)                                                   | Weinbergstraße 1 (Karte)          | 1898 (Zollhaus)                                                          | Zollhaus mit Einfriedung in Ecklage; schlichter historisierender Putzbau, zeitweilig zur Sprachheil- und Gehörlosenschule (siehe Maxim-Gorki-Str. 4) gehörig, baugeschichtlich bedeutend, darüber hinaus neben der 40. Hebestelle Pfotenhauerstraße 107 wohl letzte in Dresden und somit auch von besonderem ortsgeschichtlichen Wert sowie singulär. | 09216977 |
|                                         | Findelhaus; Städtische Tageskrippe                                              | Weinbergstraße 2 (Karte)          | um 1886 (Jugendheim/Kinderheim)                                          | Zwei Gebäude einer Kindereinrichtung mit Verbindungsgang und Einfriedungsmauer; als Findelhaus errichtet, jetzt Tageskrippe, Anlage aus zwei im rechten Winkel zueinander stehenden Gebäuden und eingeschossigem Verbindungsgang, Mauer aus Bruchstein und Ziegeln mit Abdeckplatten, baugeschichtlich und ortsgeschichtlich bedeutend | 09216978 |
|                                         | Mietvilla mit Einfriedung                                                       | Weinbergstraße 4 (Karte)          | um 1895 (Mietvilla)                                                      | zeittypischer, historisierender Klinkerbau mit ausgebautem Mansarddach und Mittelrisalit, stadtentwicklungsgeschichtlich und baugeschichtlich bedeutend | 09216979 |
|                                         | Villa mit Zauneinfriedung einschl. Einfriedungsmauer an der Lauterbacher Straße | Weinbergstraße 10 (Karte)         | um 1910 (Villa)                                                          | historisierender Putzbau mit Elementen der Reformarchitektur um 1910, stadtentwicklungsgeschichtlich und baugeschichtlich bedeutend | 09216980 |
| Direkt Bild zu diesem Denkmal hochladen | Mauer aus Bruchstein an der Lauterbacher Straße                                 | Weinbergstraße 12 (Karte)         | 18. oder 19. Jh. (Grundstückseinfassung)                                 | vermutlich ehemalige Weinbergsmauer, ortsgeschichtlich und siedlungsgeschichtlich bedeutend | 09216957 |
|                                         | Villa mit Einfriedung einschl. Mauer an der Lauterbacher Straße                 | Weinbergstraße 14 (Karte)         | um 1910 (Villa)                                                          | Villa im Stil der Reformarchitektur um 1910, stadtentwicklungsgeschichtlich und baugeschichtlich bedeutend | 09216981 |
|                                         | Villa mit Stützmauer einschl. Mauer und Torpfeilern an der Lauterbacher Straße  | Weinbergstraße 16 (Karte)         | bezeichnet 1898–1899 (Villa)                                             | Putzbau mit historisierenden Elementen, belebt durch Zierfachwerk, halbrunde und Eckerker, stadtentwicklungsgeschichtlich und baugeschichtlich bedeutend | 09216983 |
|                                         | Mietvilla mit Stützmauer, dazu Grenzstein                                       | Weinbergstraße 18 (Karte)         | um 1900 (Mietvilla)                                                      | repräsentativer, zeittypischer Putzbau der Jahrhundertwende mit Jugendstilelementen, stadtentwicklungsgeschichtlich und baugeschichtlich bedeutend | 09216984 |
|                                         | Villa mit Stützmauer                                                            | Weinbergstraße 20 (Karte)         | um 1910 (Villa)                                                          | schlichter, zeittypischer Putzbau um 1910, stadtentwicklungsgeschichtlich und baugeschichtlich bedeutend, stadtentwicklungsgeschichtlich und baugeschichtlich bedeutend | 09216985 |
|                                         | Mietvilla mit Nebengebäude                                                      | Weinbergstraße 21 (Karte)         | bezeichnet 1902 (Mietvilla)                                              | repräsentativer, zeittypischer Putzbau der Jahrhundertwende mit Jugendstilelementen, Nebengebäude mit Zierfachwerk, stadtentwicklungsgeschichtlich und baugeschichtlich bedeutend | 09216986 |
|                                         | Wohnhaus mit Stützmauer in offener Bebauung                                     | Weinbergstraße 22 (Karte)         | 1935–1936 (Wohnhaus)                                                     | charakteristisches Holzhaus um 1930, bauliches Zeugnis der Architekturbewegung jener Zeit, preiswert und solide gestaltete Wohnhäuser auch in Fertigteilbauweise anzubieten, baugeschichtlich von Bedeutung | 09216987 |
|                                         | Villa mit Remise, Pförtnerhaus, Villengarten, Weinbergmauer und Einfriedung     | Weinbergstraße 24 (Karte)         | 1918–1919 (Villa)                                                        | Villa markantes Beispiel der Reformarchitektur nach 1900, weitestgehend ursprünglich mit großen Teilen der originalen Ausstattung erhalten, symmetrisch angelegter Garten in wesentlichen Elementen erhalten, baugeschichtlich und künstlerisch bedeutend | 09216988 |
|                                         | Wohnhaus mit seitlichem Verandaanbau und Stützmauer                             | Weinbergstraße 38a (Karte)        | 1896 (Wohnhaus)                                                          | malerischer Historismusbau des ausgehenden 19. Jahrhunderts mit Schweifgiebel, Turmanbau und Loggia, zeitweilig Ausflugslokal, baugeschichtlich, ortsgeschichtlich und sozialgeschichtlich bedeutend | 09216989 |
|                                         | Mietvilla                                                                       | Weinbergstraße 39 (Karte)         | bezeichnet 1900 (Mietvilla)                                              | schlichter, zeittypischer Putzbau der Jahrhundertwende im Stil des Historismus, stadtentwicklungsgeschichtlich und baugeschichtlich bedeutend | 09216990 |
|                                         | Mietvilla                                                                       | Weinbergstraße 41 (Karte)         | um 1910 (Mietvilla)                                                      | repräsentativer, zeittypischer Putzbau im Reformstil um 1910, stadtentwicklungsgeschichtlich und baugeschichtlich bedeutend | 09216991 |
|                                         | Mietvilla                                                                       | Weinbergstraße 43 (Karte)         | um 1900 (Mietvilla)                                                      | repräsentativer, zeittypischer Putzbau der Jahrhundertwende mit historisierenden Elementen, stadtentwicklungsgeschichtlich und baugeschichtlich bedeutend | 09216992 |
|                                         | Mietvilla mit Einfriedungsstützmauer und rückwärtiger Stützmaueranlage          | Weinbergstraße 46 (Karte)         | um 1900 (Mietvilla)                                                      | markantes Anwesen um 1900, belebt durch Treppen, historisierendes Klinkergebäude einschl. Turmanbau und zeittypischem Fassadenschmuck, Jugendstilanklänge, bemerkenswert die Anlage aus Mauern und Treppen im hinteren Teil des Grundstücks, baugeschichtlich und wohl auch künstlerisch bedeutend | 09216993 |
|                                         | Mietvilla mit Stützmauer                                                        | Weinbergstraße 48 (Karte)         | um 1900 (Mietvilla)                                                      | repräsentativer, zeittypischer Klinkerbau der Jahrhundertwende, stadtentwicklungsgeschichtlich und baugeschichtlich bedeutend | 09216994 |
|                                         | Mietvilla mit Einfriedung und Stützmauer in Ecklage                             | Weinbergstraße 49 (Karte)         | um 1900 (Mietvilla)                                                      | repräsentativer, zeittypischer Putzbau der Jahrhundertwende mit historisierenden Elementen, stadtentwicklungsgeschichtlich und baugeschichtlich bedeutend, straßenbildprägend | 09216995 |
|                                         | Mietvilla in Ecklage mit Stützmauer                                             | Weinbergstraße 50 (Karte)         | um 1900 (Mietvilla)                                                      | schlichter, zeittypischer Putzbau der Jahrhundertwende, stadtentwicklungsgeschichtlich und baugeschichtlich bedeutend | 09216996 |
|                                         | Mietvilla                                                                       | Weinbergstraße 53 (Karte)         | bezeichnet 1904 (Mietvilla)                                              | repräsentativer, zeittypischer Putzbau der Jahrhundertwende mit Zierfachwerk und Jugendstilelementen, straßenbildprägend, stadtentwicklungsgeschichtlich und baugeschichtlich bedeutend | 09216998 |
|                                         | Mietvilla                                                                       | Weinbergstraße 55 (Karte)         | bezeichnet 1897 (Mietvilla)                                              | zeittypischer, historisierender Klinkerbau vom Ende des 19. Jahrhunderts mit Mittelrisalit und Stufengiebel, stadtentwicklungsgeschichtlich und baugeschichtlich bedeutend | 09216999 |
|                                         | Mietvilla mit Stützmauer                                                        | Weinbergstraße 56 (Karte)         | um 1900 (Mietvilla)                                                      | repräsentativer, zeittypischer Putzbau der Jahrhundertwende, stadtentwicklungsgeschichtlich und baugeschichtlich bedeutend | 09217000 |
|                                         | Mietvilla mit Stützmauer                                                        | Weinbergstraße 60 (Karte)         | bezeichnet 1904 (Mietvilla)                                              | repräsentativer, zeittypischer Putzbau der Jahrhundertwende mit Jugendstilelementen, stadtentwicklungsgeschichtlich und baugeschichtlich bedeutend | 09217001 |
|                                         | Doppelwohnhaus in offener Bebauung mit Stützmauer                               | Weinbergstraße 62c; 62d (Karte)   | um 1930 (Doppelwohnhaus)                                                 | zeittypischer Putzbau der Zeit um 1930, baugeschichtlich von Bedeutung | 09217002 |
|                                         | Villa mit Teilen der Gartengestaltung und Einfriedungspfeilern                  | Weinbergstraße 68 (Karte)         | bezeichnet 1916 (Villa)                                                  | charakteristischer versachlichter Wohnbau um 1910, bemerkenswert die Ausstattung aus der Entstehungszeit, baugeschichtlich bedeutend | 09217003 |
|                                         | Villa mit Plastiken, Reliefs und Stützmauer                                     | Weinbergstraße 76 (Karte)         | 1925–1926 (Villa)                                                        | repräsentativer, äußerst interessanter landhausartiger Bau der 1920er Jahre mit expressionistischen Gestaltungselementen (offene Halle mit neogotischen Spitzbögen), Putzfassade, belebt durch Plastiken sowie Reliefschmuck mit Szenen aus Märchen und mit biblischen Themen, künstlerisch und baugeschichtlich bedeutend. | 09217004 |
|                                         | Villa                                                                           | Weinbergstraße 79 (Karte)         | um 1910 (Villa)                                                          | zeittypischer Putzbau im Stil der Reformarchitektur um 1910, stadtentwicklungsgeschichtlich und baugeschichtlich bedeutend | 09217005 |
|                                         | Mietvilla mit Stützmauer                                                        | Weinbergstraße 94 (Karte)         | um 1910 (Mietvilla)                                                      | repräsentativer, zeittypischer Putzbau der Jahrhundertwende mit Jugendstilelementen, stadtentwicklungsgeschichtlich und baugeschichtlich bedeutend | 09217006 |
|                                         | Mietvilla                                                                       | Weinbergstraße 96 (Karte)         | 1900–1902 (Mietvilla)                                                    | repräsentativer, zeittypischer Putzbau der Jahrhundertwende mit historisierenden Elementen und Jugendstilanklängen, stadtentwicklungsgeschichtlich und baugeschichtlich bedeutend | 09217007 |
|                                         | Mietvilla mit Einfriedung                                                       | Weinbergstraße 100 (Karte)        | um 1900 (Mietvilla)                                                      | repräsentativer, zeittypischer Putzbau der Jahrhundertwende mit Zierfachwerk, stadtentwicklungsgeschichtlich und baugeschichtlich bedeutend | 09217008 |
|                                         | Mietvilla mit Einfriedung                                                       | Weinbergstraße 102 (Karte)        | um 1900 (Mietvilla)                                                      | repräsentativer, zeittypischer Putzbau der Jahrhundertwende mit Zierfachwerk, stadtentwicklungsgeschichtlich und baugeschichtlich bedeutend | 09217009 |

## Ehemalige Kulturdenkmale
| Bild | Bezeichnung | Lage                      | Datierung | Beschreibung | ID |
| ---- | ----------- | ------------------------- | --------- | ------------ | -- |
|      | Schule      | Döbelner Straße 8 (Karte) | 1876      |              |    |

## Ausführliche Denkmaltexte
1. ↑  
Bei der Mietsvilla handelt es sich um einen historistischen Bau, um 1900 errichtet. Über einem heute glattverputzten Sockelgeschoss erhebt sich das einfach verputzte zweigeschossige Gebäude. Das Dach ist als Mansarddach mit einem die Mitte betonenden Zwerchgiebel ausgebaut. Leider wurden die ehemals klassizisierende Landhäuser erinnernden Elemente bei der Renovierung weggelassen, so die geputzten Eckquader am Haus selbst und am Zwerchgiebel, das schlichte Fensterband an der Unterkante der Fenster im zweiten Obergeschoss. Auch der ehemals unter dem Zwerchgiebel geschriebene Name des Hauses „Villa Maria“ nicht wieder aufgefrischt wurde. Einzig die Holzzier an der Zwerchgiebelverdachung blieb erhalten. Die leider äußerst pragmatisch sanierte, in ihrer Substanz aber erhaltene Villa verweist auf einen wichtigen Abschnitt der Ortsgeschichte. Hieraus ergibt sich ihre ortsentwicklungsgeschichtliche Bedeutung. Überdies dokumentiert sie Qualität und Anspruch im Wohnhausbau der Zeit um 1900, wodurch sie baugeschichtliche Bedeutung erlangt.
2. ↑  
Das ehemalige Maria-Anna-Kinderhospital entstand 1895/96 auf Initiative eines gemeinnützigen Vereins, der sich die medizinische Betreuung von Kindern aus sozial benachteiligten Bevölkerungsschichten zur Aufgabe gemacht hatte. Auf dem Klinikgelände in Trachenberge, einem damals nordöstlich der Dresdner Stadtgrenzen liegenden Ort, wurden neben dem bis heute bestehenden Hospitalverwaltungsgebäude (jetzt Internat des Berufsbildungswerks Dresden) auch Liegehallen, Wirtschaftsgebäude, sowie ein Isolierpavillon und eine Leichenhalle errichtet. Erst 1897 erfolgte die Eingemeindung Trachenberges nach Dresden, sodass für die Wasserversorgung des Geländes ein eigener Wasserturm nötig war, der heute als Wohnhaus genutzt wird. Während das ehemalige Verwaltungsgebäude mit seinen hohen Staffelgiebeln und den maßwerkimitierenden Schmuckfenstern klare stilistische Anleihen im Neu-Tudorstil sucht, ist der Wasserturm in einer für diese Gebäudeart geläufigen Formensprache gestaltet. Der Turmschaft des rund 16 Meter hohen Gebäudes verjüngt sich konisch bis zum Behältergeschoss, das über einer verputzten Hohlkehle auskragt und als polygonales Fachwerkgerüst den Wasserbehälter umschloss. Im Zuge der Sanierung und Umnutzung konnten technische Ausstattung und Wasserbehälter des Wasserturmes nicht erhalten werden, oberhalb des ursprünglichen Eingangs wurden zwei weitere Fenster integriert. Die heutige Erschließung erfolgt über eine Freitreppe, die ins erste Obergeschoss führt. Kontrastreich hebt sich der gelb gefasste Schaft des Turmes vom ziegelsichtig roten Turmkopf ab, dessen Treppenerker sowie das flache Zeltdach mit Entlüftungshaube dem erbauungszeitlichen Entwurf entsprechen. Als bauliche Zeugnisse des Maria-Anna-Hospitals sind Hospitalgebäude und Wasserturm von orts- und sozialgeschichtlichem Wert. Dem Hospitalgebäude kommt aufgrund seiner architektonischen Ausgestaltung im Neu-Tudorstil zudem eine baugeschichtliche Bedeutung zu. Der Wasserturm ist der letzte in Dresden noch erhaltene Wasserturm aus dem ausgehenden 19. Jahrhundert und diesbezüglich vor allem von technikgeschichtlichem Wert.
3. ↑  
Nach den historischen Adressbüchern ist das Gebäude Weinbergstraße 1 in Dresden, OT Trachenbergedurch die Stadtgemeinde 1898 als Hebestelle (3. Hebestelle?) für städtische indirekte Abgaben errichtet worden. Bei Fertigstellung wohnten der Einnehmer Gottlieb Kunath und der Steuereinnehmer-Assistent Carl Mohr in dem zweigeschossigen historistischen Gebäude mit Krüppelwalmdach. Die Fronten des Baus werden durch Eckquader und ein Schriftband belebt. Nach dem Dresdner Eingangsabgabenregulativ von 1855 waren beim Einbringen in das Stadtgebiet 25 „in- und zollvereinsländische“ Waren einer Abgabe unterworfen: Brot, Backwerk, Bier, Fleisch, Wild, Geflügel, Fische, Vieh, Getreide. In den nachfolgenden Jahren ist dieses Regultiav wohl mehr als einmal neuen Bedingungen angepasst worden, aber um 1900 mussten nach wie vor Eingangsabgaben an der Gemeindegrenze entrichtet werden. Daran erinnert neben der Hebestelle Weinbergstraße 1 nur noch der markante Fachwerkbau der 40. Hebestelle an der Pfotenhauer Straße. Mitte des 19. Jahrhunderts unterhielt die Stadt acht Hebestellen an den Grenzen der Altstadt, vier an jenen der Neustadt und zwei an denen der Friedrichstadt.
4. ↑  
Im Besitz der Eigentümer das markante Villengebäudes Weinbergstraße 76 in Dresden, OT Trachenberge befinden sich Pläne vom 4. November 1925 zum Einbau einer Warmwasserheizung durch die Firma Sauerbrey und Kostorz in den Neubau des Architekten und Baumeisters M. Heinze. Vergleichende Recherchen in den historischen Adressbüchern bestätigten den Architekten Max Albin Heinze als ersten Eigentümer der Villa und 1925–1926 als deren Entstehungszeit. Nach Aussage der jetzigen Besitzer soll er das Gebäude auch entworfen und errichtet haben. In den Anfangsjahren wurde der Bau noch vom Metallarbeiter Paul Wartig und der Witwe Klara Mörbitz bewohnt. Wartig hatte sicher das Souterrain inne, während Klara Mörbitz im Dachgeschoss untergebracht war. Über L-förmigem Grundriss errichtet, erscheint der zweigeschossige Bau mit hohem, ausgebautem Satteldach als charakteristisches Wohnhaus seiner Zeit, ein traditionell errichtetes Gebäude mit expressionistischen Gestaltungselementen (offene Halle mit neogotische Spitzbögen), wobei der Reformstil um 1910 weiter wirkt. Es erinnert dabei auch ein wenig an englische Landhäuser. Die Denkmaleigenschaft ergibt sich aus dem Zeugniswert für die beschriebenen Stile und Stilelemente, welche damals typisch waren und dem hohen gestalterischen Anspruch.